# افره
اِفره (به عربی: إفرة) یک منطقهٔ مسکونی در سوریه است که در عین الفیجه واقع شده‌است.

## خصوصیات
إفرة ۱٬۰۲۹ نفر جمعیت دارد و ۱٬۶۰۰ متر بالاتر از سطح دریا واقع شده‌است.